# Francis Halbwachs
Pour les articles homonymes, voir Halbwachs et Basch.
Francis Halbwachs est un physicien français, né le 22 avril 1914 à Tours et mort le 27 juillet 1986 à Marseille.

## Biographie
Francis Halbwachs obtient l'agrégation de sciences physiques en 1939, puis soutient une thèse de doctorat, dont la publication est préfacée par Louis de Broglie. Il devient ensuite professeur de physique, tout d'abord en lycée, puis à l'Université de Provence. Il est l'un des pionniers de la didactique des sciences physiques. 
Il a publié plusieurs livres, seul ou en collaboration, notamment avec Jean Piaget. En tant que résistant, il s'est engagé dans la France libre en mai 1941. 
Il est le fils du sociologue français Maurice Halbwachs et d'Yvonne Basch, la fille de Victor et Hélène Basch. 
Comme son père, il rejoint en mai 1941, la résistance au sein du Réseau Vélite-Thermopyles. Son frère, Pierre Halbwachs arrêté par la Gestapo en tant que résistant en juillet 1944, a été notamment le professeur de littérature de Gilles Deleuze. 
Francis Halbwachs a épousé Geneviève Bovet, la fille du psychologue Pierre Bovet.

## Publications scientifiques
- Histoire de la chaleur, in: Cuide numéro 17, Université Paris Diderot, Paris, 1980.
- Faut-il tuer les cardinaux?, Revue française de pédagogie, 1979, numéro 46, pp. 5-9.
- La pensée physique chez l'enfant et le savant, Neuchâtel, Delachaux et Niestlé, 1974[6].
- Les fondements psychologiques de la mécanique pré-galiléenne, Marseille, Université de Provence, 1974.
- Épistémologie et marxisme, avec Jacques Monod, Maurice Caveing et Jacques Roger, Paris, Union générale d'éditions, 1972, 319 pages.
- Les théories de la causalité, avec Mario Bunge et Thomas Samuel Kuhn, avant-propos de Jean Piaget, Paris, Presses universitaires de France, 1971.
- Précis de physique 1: rappels d'optique, électromagnétisme, physique relativiste, Paris, Presses universitaires de France, 1970.
- Précis de physique 2: physique quantique, Paris, Presses universitaires de France, 1969.
- Théorie relativiste des fluides à spin : recherches sur la dynamique du corpuscule tournant relativiste des fluides dotés d'une densité de moment angulaire interne, préface de Louis de Broglie, Paris, Gauthier-Villars, 1960.
- Angles d'Euler, rotation instantanée et opérateurs quantiques de rotation dans l'espace-temps, avec Pierre Hillion et Jean-Pierre Vigier, Paris, Institut Henri-Poincaré, 1959.
- Rotation instantanée et angle d’Euler dans l’espace-temps, Annales de l’institut Henri-Poincaré, tome 16, numéro 3, 1959, p. 145-160.
- Les transformations récentes dans l'industrie de l'acide sulfurique, La Pensée, numéro 11, 1947.
- Matérialisme dialectique et sciences physico-chimiques, Paris, Éditions sociales, 1946.

## Décoration
- Médaille de la Résistance française (décret du 24 avril 1946)[7]